# Diadromus shakotanus
Diadromus shakotanus là một loài tò vò trong họ Ichneumonidae.